# Tristramella
Tristramella és un gènere de peixos pertanyent a la família dels cíclids que es troba a Síria i Israel.

## Taxonomia
- Tristramella intermedia (Steinitz & Ben-Tuvia, 1959) †
- Tristramella magdalainae (Lortet, 1883)
- Tristramella sacra (Günther, 1865)[5]
- Tristramella simonis (Günther, 1864)[5]
  - Tristramella simonis intermedia (Steinitz & Ben-Tuvia, 1959)
  - Tristramella simonis magdalenae (Lortet, 1883)
  - Tristramella simonis simonis (Günther, 1864)[6][7][8][9][10][11]